# Tondeuse

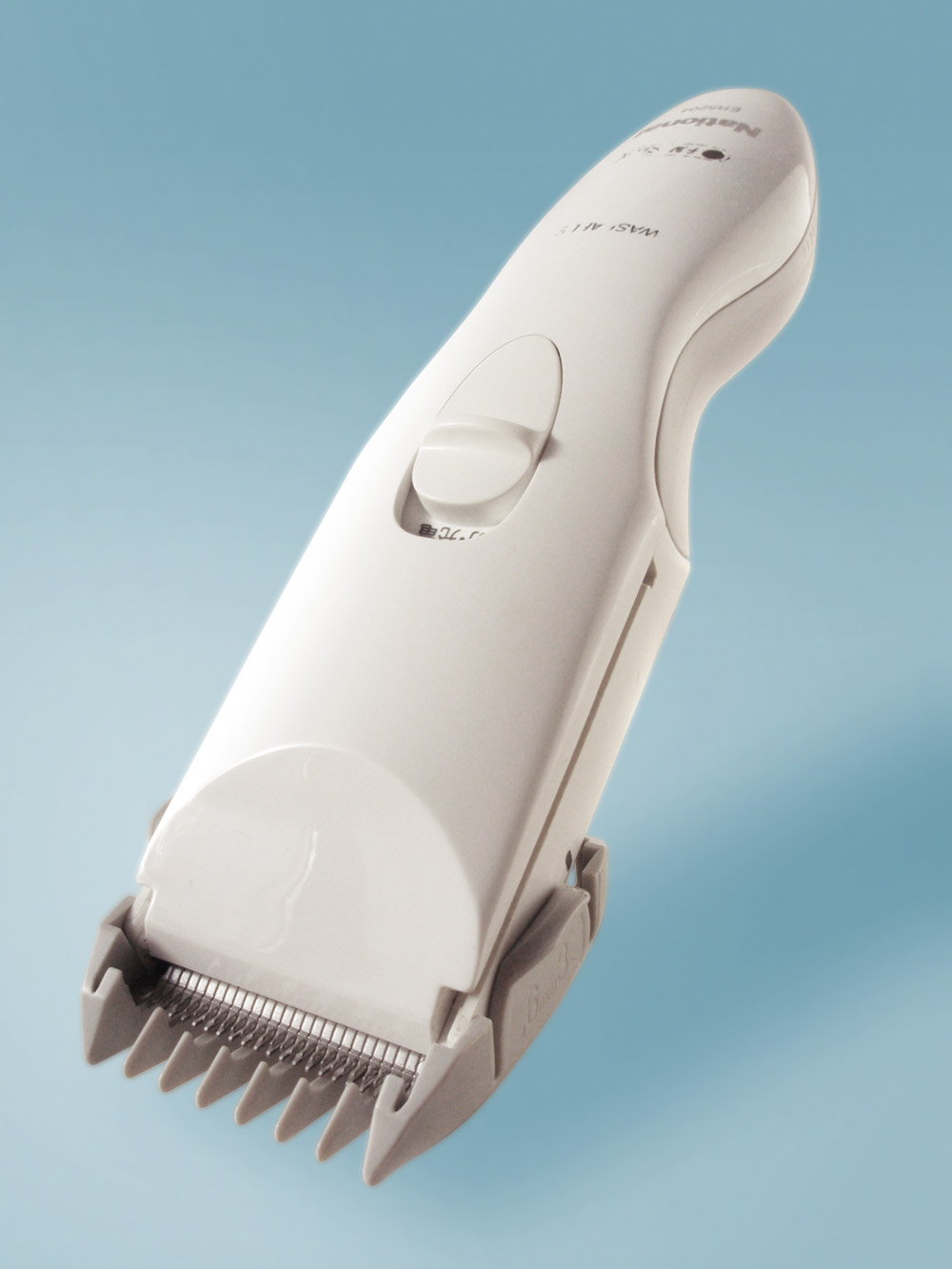
Trimmer

Een tondeuse of haarscheerapparaat is een apparaat dat wordt gebruikt voor het kort afknippen van haar of vacht. Het haar kan er, indien gewenst, zeer kort mee worden afgeknipt. In de moderne, elektrische uitvoering wordt het ook wel een trimmer genoemd, al is de werking hiervan iets anders.
Bij de tondeuse gaat de kapper met het apparaat over de kam, waarmee hij de af te knippen haren omhoog houdt, terwijl een trimmer over de huid gaat. Soms wordt hierbij een afstandhouder (2-15 mm) gebruikt, zodat de haren een bepaalde lengte houden; Dit wordt millimeteren genoemd.